# Salacia tortuosa
Salacia tortuosa är en benvedsväxtart som beskrevs av William Griffith. Salacia tortuosa ingår i släktet Salacia och familjen Celastraceae. Inga underarter finns listade.